# Notarthrinus
Notarthrinus là một chi bướm ngày thuộc họ Lycaenidae.